# キャンフォードクリフス
キャンフォードクリフスは、アイルランドで生産され、イギリスで調教された競走馬である。馬名の由来はイギリスのドーセット州プールにある観光地（en:Canford Cliffs）。中団から差す戦法を得意とし、ヨーロッパのマイル戦線で活躍。G1競走5連勝を挙げた。主戦騎手はリチャード・ヒューズ。

## 経歴

### デビュー前
当歳時のセールで46000ユーロで取引されたが、1歳時にふたたびセールに出され、50000ポンドで取引されている。1歳時に購入したエージェントのピーター・ドイルは後に「1歳馬としては明らかに際立ったクオリティで、素晴らしい歩様と体格を有していた」と述懐している。

### 2歳時
5月のデビュー戦を7馬身差で勝利すると、重賞初挑戦のコヴェントリーステークスも好スタートから先手を奪うと6馬身差で圧勝した。G1初挑戦のモルニ賞では全馬が勝ち馬から1馬身差内の接戦のなか、短首差、首差の3着に敗れた。

### 3歳時
シーズン初戦のグリーナムステークス2着から2000ギニーに出走し、中団後方から伸びたものの、勝ったマクフィと僚馬のディックターピンに届かず3着に敗れた。しかし、続く愛2000ギニーでは中団から鋭く伸び、3馬身差の快勝でG1を初制覇した。セントジェームズパレスステークスでは、中団追走から先に抜けだしたディックターピンを差し切って勝利し、ハノン厩舎でワンツーフィニッシュを飾る。古馬との初対決となったサセックスステークスでは、スタートで大きく出遅れたものの、中団にとりつくと直線で先に抜けだしたリップヴァンウィンクルをゴール前で強襲し、G1競走3連勝となった。ワールド・サラブレッド・ランキングではこのレースでのパフォーマンスに対し、マイル部門で年間3位となる127のレイティングを獲得している。ところがその後、喉の炎症を発症し、出走予定のクイーンエリザベス2世ステークスを回避。以後はブリーダーズカップ・マイルやマイルチャンピオンシップなどへの出走が検討されたが、結局出走することはなかった。年末、馬主のロビン・ヘファーはキャンフォードクリフスの権利の半分をクールモアグループの共同経営者であるマイケル・テイバー、デリック・スミスに売却している。

### 4歳時
初戦のロッキンジステークスは中団後方から差し切って勝利。クイーンアンステークスはG1競走13勝のゴルディコヴァとの初対決が注目を集めた。レースではゴルディコヴァの背後をマークし、先に抜け出したゴルディコヴァに並びかけると叩き合いを制して勝利した。この走りに対しては前年同様127のレイティングが与えられている。サセックスステークスではわずか4頭立てと、7戦無敗の3歳馬フランケルとのマッチレースの様相を呈したが、逃げるフランケルに突き放され、5馬身差の2着に敗れた。その後陣営はクイーンエリザベス2世ステークスでフランケルとの再戦を目論んでいたが、前走から8日後の8月4日に左前脚の繋骨に故障が判明。故障は軽度であったが、これまでの実績を考慮し、引退と2012年からのクールモアスタッドでの種牡馬入りが決定した。引退に際し、調教師のリチャード・ハノンは「2歳時に類稀なスプリント適性を見せながら3歳から4歳にかけて素晴らしいマイラーに成長した非常に珍しいタイプで、私の40年以上の調教師人生において間違いなく最高の馬」と評している。

### 種牡馬入り以降
初年度である2012年の種付料は17500ユーロ。シャトル種牡馬としてオーストラリアのブルーガムファームでも5シーズン供用されている。2015年に初年度産駒デビュー。2017年の種付けシーズン後に南アフリカ共和国のハイランズスタッドに売却され、2018年から供用される。2015年から売却時点での2年間余りで4頭の重賞勝ち馬を出したもののG1馬は現れず、オーストラリアではリステッドレースの勝ち馬を1頭出すにとどまっている。種付料も2017年は10000ユーロに減額されていた。母父としては2025年CBC賞勝ち馬のインビンシブルパパを出している。

## 競走成績
| 競走日     | 競馬場           | 競走名                  | 格 | 距離    | 着順 | 着差       | 騎手       | 1着馬（2着馬）   |
| ---------- | ---------------- | ----------------------- | -- | ------- | ---- | ---------- | ---------- | ---------------- |
| 2009.05.20 | ニューベリー     | 未勝利戦                |    | 芝6f    | 1着  | 7馬身      | R.ヒューズ | (Rakaan)         |
| 0000.06.16 | アスコット       | コヴェントリーS         | G2 | 芝6f    | 1着  | 6馬身      | R.ヒューズ | (Xtension)       |
| 0000.08.23 | ドーヴィル       | モルニ賞                | G1 | 芝1200m | 3着  | -1/2馬身   | R.ヒューズ | Arcano           |
| 2010.04.17 | ニューベリー     | グリーナムS             | G3 | 芝7f    | 2着  | -1/2馬身   | R.ヒューズ | Dick Turpin      |
| 0000.05.01 | ニューマーケット | 2000ギニー              | G1 | 芝8f    | 3着  | -1 3/4馬身 | R.ヒューズ | Makfi            |
| 0000.05.22 | カラ             | 愛2000ギニー            | G1 | 芝8f    | 1着  | 3馬身      | R.ヒューズ | (Free Judgement) |
| 0000.06.15 | アスコット       | セントジェームズパレスS | G1 | 芝8f    | 1着  | 1馬身      | R.ヒューズ | (Dick Turpin)    |
| 0000.07.28 | グッドウッド     | サセックスS             | G1 | 芝8f    | 1着  | クビ       | R.ヒューズ | (Rip Van Winkle) |
| 2011.04.17 | ニューベリー     | ロッキンジS             | G1 | 芝8f    | 1着  | 1 1/4馬身  | R.ヒューズ | (Worthadd)       |
| 0000.06.14 | アスコット       | クイーンアンS           | G1 | 芝8f    | 1着  | 1馬身      | R.ヒューズ | (Goldikova)      |
| 0000.07.27 | グッドウッド     | サセックスS             | G1 | 芝8f    | 2着  | -5馬身     | R.ヒューズ | (Frankel)        |

## 血統表
| キャンフォードクリフスの血統（ヘイルトゥリーズン系） / Northern Dancer4×5=9.38%（母内）） | キャンフォードクリフスの血統（ヘイルトゥリーズン系） / Northern Dancer4×5=9.38%（母内）） | キャンフォードクリフスの血統（ヘイルトゥリーズン系） / Northern Dancer4×5=9.38%（母内）） | （血統表の出典）  | （血統表の出典）  |
| 父 Tagula 1993 鹿毛                                                                       | 父の父Taufan 1977 鹿毛                                                                    | Stop the Music                                                                            | Hail to Reason    | Hail to Reason    |
| 父 Tagula 1993 鹿毛                                                                       | 父の父Taufan 1977 鹿毛                                                                    | Stop the Music                                                                            | Babopper          |                   |
| 父 Tagula 1993 鹿毛                                                                       | 父の父Taufan 1977 鹿毛                                                                    | Stolen Date                                                                               | Sadair            | Sadair            |
| 父 Tagula 1993 鹿毛                                                                       | 父の父Taufan 1977 鹿毛                                                                    | Stolen Date                                                                               | Stolen Hour       |                   |
| 父 Tagula 1993 鹿毛                                                                       | 父の母Twin Island 1989 栗毛                                                               | Standaan                                                                                  | *ゼダーン         | *ゼダーン         |
| 父 Tagula 1993 鹿毛                                                                       | 父の母Twin Island 1989 栗毛                                                               | Standaan                                                                                  | Castania          |                   |
| 父 Tagula 1993 鹿毛                                                                       | 父の母Twin Island 1989 栗毛                                                               | Jolly Widow                                                                               | Busted            | Busted            |
| 父 Tagula 1993 鹿毛                                                                       | 父の母Twin Island 1989 栗毛                                                               | Jolly Widow                                                                               | Veuve Joyeuse     |                   |
| 母 Mrs Marsh 2001 鹿毛                                                                    | 母の父Marju 1988 青鹿毛                                                                   | *ラストタイクーン                                                                         | *トライマイベスト | *トライマイベスト |
| 母 Mrs Marsh 2001 鹿毛                                                                    | 母の父Marju 1988 青鹿毛                                                                   | *ラストタイクーン                                                                         | Mill Princess     |                   |
| 母 Mrs Marsh 2001 鹿毛                                                                    | 母の父Marju 1988 青鹿毛                                                                   | Flame of Tara                                                                             | *アーテイアス     | *アーテイアス     |
| 母 Mrs Marsh 2001 鹿毛                                                                    | 母の父Marju 1988 青鹿毛                                                                   | Flame of Tara                                                                             | Welsh Flame       |                   |
| 母 Mrs Marsh 2001 鹿毛                                                                    | 母の母Drei 1991 鹿毛                                                                      | Lyphard                                                                                   | Northern Dancer   | Northern Dancer   |
| 母 Mrs Marsh 2001 鹿毛                                                                    | 母の母Drei 1991 鹿毛                                                                      | Lyphard                                                                                   | Goofed            |                   |
| 母 Mrs Marsh 2001 鹿毛                                                                    | 母の母Drei 1991 鹿毛                                                                      | Triple Tipple                                                                             | Raise a Cup       | Raise a Cup       |
| 母 Mrs Marsh 2001 鹿毛                                                                    | 母の母Drei 1991 鹿毛                                                                      | Triple Tipple                                                                             | Ameridouble       |                   |

- 父Tagulaはモルニ賞勝ち馬。2000年の英愛ファーストシーズンリーディングサイアー。
- 母の父Marjuはセントジェームズパレスステークス勝ち馬。日本ではマルセリーナのブルードメアサイアーとして知られている。
- 3代母Triple Tippleは重賞2勝、ゲイムリーハンデキャップ2着。
- 5代母Amerigo's Fancyはサンタバーバラハンデキャップ（現米G2）勝ち馬。